# Rab Bruce-Lockhart
Rab Brougham Bruce Lockhart, né le 1er décembre 1916 et mort le 1er mai 1990 à Burneside est un joueur de cricket et de rugby à XV écossais. Il a joué pour le Cambridge University Rugby Union Football Club de l'université de Cambridge et le London Scottish Football Club. Il est sélectionné trois fois comme demi d'ouverture pour l'Écosse entre 1937 et 1939. Il a joué pour l'équipe nationale écossaise de cricket et a été invité à jouer pour le Canada, mais n'a pas pu le faire.

## Biographie
Rab Brougham Bruce Lockhart est un membre de la famille bien établie Bruce Lockhart. Son père, John, était à la fois international de rugby et de cricket pour l'Écosse et directeur de l'école de Sedbergh. Son frère Logie était également international de rugby écossais et directeur de l'école. Deux autres frères étaient John, directeur adjoint du MI6, et Patrick, un obstétricien. Un oncle, Sir Robert Hamilton Bruce Lockhart, était un célèbre joueur de rugby, espion et journaliste, dont le fils Robin a écrit Reilly, l'As des Espions. Lord Bruce-Lockhart était son neveu. Il fréquente la Sedbergh School et l'Académie d’Édimbourg, et a étudié les langues modernes au Corpus Christi College de Cambridge. Il enseigne au Canada de 1950 à 1954, puis il est directeur de la Wanganui Collegiate School, en Nouvelle-Zélande, de 1954 à 1960, et de la Loretto School de 1960 à 1976.
Rab Bruce Lockhart épouse Helen Priscilla Lawrence Crump et ils ont eu une fille, Karen Bruce Lockhart, et deux fils, Kim et Malcolm. Il meurt chez lui à Burneside en 1990, d'une crise cardiaque. 